# The Warrior (Stargate SG-1)
The Warrior (El Guerrero) es el décimo octavo episodio de la quinta temporada de la serie de televisión de ciencia ficción Stargate SG-1, y el centésimo sexto de toda la serie.

## Trama
Teal'c y Bra'tac conocen a K'tano, Primado de Imhotep, Goa'uld menor a quien dio muerte él mismo. K'tano proclama que los Goa'uld no son dioses y que los Jaffa deben luchar por su libertad.
Ellos vuelven al SGC para informar sobre este nuevo líder Jaffa, quien ha estado reuniendo un gran ejército sacado de diferentes Señores del Sistema, además de ser un fuerte creyente en las tradiciones Jaffa. No obstante, sus recursos son limitados, por lo que él desea una alianza con los Tau'ri, y tanto Teal'c como Bra'tac apoyan esto, haciendo hincapié en que la Tierra ha perdido varios aliados recientemente. Hammond entonces ordena al SG-1 ir a negociar con K'tano, pero al llegar a "Cal Mah", el nuevo planeta de la rebelión Jaffa, Rak'nor les informan que K'tano esta en una misión contra Zipacna. Cuando regresa, él elogia al SG-1 por haber acabado con muchos Señores del Sistema Goa'uld. El equipo le ofrece una alianza, que incluye brindarles a los Jaffa suministros y armas, pero aunque K'tano acepta generosamente, él dice esperaba más bien armas báculos y Zat. O'Neill entonces pide hacer una demostración de armas, con la que demuestra que aunque son menos avanzadas tecnológicamente, las armas de la Tierra son superiores en batalla.
Al día siguiente, SG-1 acompaña  K'tano en una misión para robar suministros a Nirrti, pero durante el combate, K'tano se acerca desprotegido ante los Jaffa enemigos y los convence de unirse a su causa. Aunque para Teal'c esto confirma la valentía de K’tano, para el Coronel O'Neill solo provoca que desconfíe más de éste. Esto se agrava cuando de regreso al planeta de los Jaffa rebeldes, K'tano envía a un grupo de ellos en unas misión suicida contra las fuerzas de Nirrti para lograr un motín que permitirá adueñarse de una Ha'tak Goa'uld. El Coronel discute con K'tano por ello, pero éste le responde que los Jaffa no pueden abandonar sus ancestrales tradiciones para actuar según las de los Tau'ri. Luego de esto, K’tano encarga a Teal'c liderar una misión para acabar con Lord Yu, quien al parecer se encuentra muy debilitado. O’Neill cree que K’tano lo envía porque sabe que no regresara con vida, e intenta convencer a Teal'c para que no lo haga, pero sin éxito. Ante esto, O'Neill le informe que no recomendara la alianza, mientras K'tano este al mando de la rebelión. Teal'c y un escuadrón de Jaffa entonces parten al planeta de Yu.
Allí, más adelante, Teal'c es capturado y traído ante Lord Yu, quien por sus propias razones, decide dejarlo que vuelva con su ejército rebelde, pero antes le cuenta algo que debe saber.
En Cal ma, SG1 se prepara para marcharse cuando repentinamente el Portal se activa y llega Teal'c, quien corre de inmediato hacia el campamento, mientras el equipo lo sigue. Una vez allí, él acusa a K’tano de impostor. Éste solo dice que la nave robada está llegando al sistema, pero Teal'c responde que el motín fallo, y que los Señores del Sistema usaran la nave para acabar con Rebelión Jaffa. Al ver que nadie le cree, Teal’c decide desafiar a K’tano a un “Joma Secu”, rito de liderazgo Jaffa. Tras una lucha con lanzas de madera, Teal'c se encuentra exhausto y K’tano se prepara para asestarle el golpe final. Sin embargo, antes de ello, K’tano se acerca Teal'c y le revele al oído que él en realidad es Imhotep, un Goa'uld. Entonces, cuando K'tano va a atacarlo, Teal’c aprovecha para enterrarle su lanza rota en el abdomen. Los ojos de K'tano brillan, y éste cae muerto. Rak'nor se acerca al cuerpo de K’tano y comprueba que no es un Jaffa. Pronto, la nave Goa’uld comienza a atacar el campamento y Teal’c, apoyado por Bra'tac y Rak'nor llama a todos los Jaffa a no abandonar la causa de libertad, y luego los guía hacia el Portal Estelar, donde huyen a la Tierra. Aun con la destrucción de Cal Mah, Bra'tac anima a Teal'c diciendo que su día ya llegara.

## Artistas invitados
- Rick Worthy como K'tano.
- Tony Amendola como Bra'tac.
- Obi Ndefo como Rak'nor
- Vince Crestejo como Lord Yu.
- Kirby Morrow como Tara'c.